# Sentianiwka
Sentianiwka (ukr. Сентянівка) – osiedle typu miejskiego na Ukrainie, w obwodzie ługańskim, w rejonie słowjanoserbskim, nad rzeką Łuhań.

## Historia
Na terenach współczesnego osiedla odnaleziono kurhany z epoki miedzi i brązu (III-początek I tysiąclecia p.n.e.). Początki miejscowości sięgają drugiej połowy XVIII wieku, kiedy na ziemiach należących do emerytowanego oficera Petra Sentjanina, Serba służącego z pułku bachmackim, powstały wsie Sentianiwka, Nowoseliwka i Krasnohoriwka. W latach 1908–1910 wybudowano w Sentianiwce stację kolejową. W 1930 roku połączona Sentianiwkę, Nowoseliwkę i Krasnohoriwkę z pobliską Tajisiwką oraz kilkoma chutorami, tworząc jedno osiedle, które 8 lat później nazwano Frunze na cześć radzieckiego dowódcy i działacza bolszewickiego Michaiła Frunze.
10 sierpnia 1949 roku Prezydium Rady Najwyższej Ukraińskiej SRR przeniosło siedzibę rejonu słowjanoserbskiego do Frunze, a rejon przemianowano na frunzenski, jednak w 1966 roku powrócono do stanu poprzedniego.
W 1989 liczyło 4493 mieszkańców.
W 2001 roku liczyła 3752 mieszkańców.
W 2013 liczyło 3255 mieszkańców.
Od września 2014 roku miejscowość znajduje się pod kontrolą Ługańskiej Republiki Ludowej. W 2016 roku miejscowości nadano nazwę Sentianiwka.